# Комун (Леко)
Комун је насеље у Италији у округу Леко, региону Ломбардија.
Према процени из 2011. у насељу је живело 21 становника. Насеље се налази на надморској висини од 526 м.